# 辽冀茴芹
辽冀茴芹（学名：Pimpinella komarovi）是伞形科茴芹属的植物。分布于朝鲜以及中国大陆的辽宁、河北等地，多生在河边以及坡地草丛中，目前尚未由人工引种栽培。